# Oussama Darfalou
Oussama Darfalou (sinh ngày 23 tháng 9 năm 1993 ở Menaâ) là một cầu thủ bóng đá người Algérie thi đấu cho đội bóng tại Eredivisie Vitesse và đội tuyển quốc gia Algérie.

## Sự nghiệp câu lạc bộ
Vào tháng 6 năm 2015, Darfalou được cho mượn bởi RC Arbaâ đến USM Alger thi đấu mùa giải 2015–16.

## Thống kê sự nghiệp

### Câu lạc bộ
Tính đến 14 tháng 2 năm 2021
| Câu lạc bộ          | Mùa giải            | Giải vô địch        | Giải vô địch | Giải vô địch | Cúp     | Cúp       | Khác    | Khác      | Châu lục | Châu lục  | Tổng cộng | Tổng cộng |
| Câu lạc bộ          | Mùa giải            | Hạng đấu            | Số trận      | Bàn thắng    | Số trận | Bàn thắng | Số trận | Bàn thắng | Số trận  | Bàn thắng | Số trận   | Bàn thắng |
| Câu lạc bộ          | Câu lạc bộ          | Giải vô địch        | Giải vô địch | Giải vô địch | Cúp     | Cúp       | Khác    | Khác      | Châu Phi | Châu Phi  | Tổng cộng | Tổng cộng |
| ------------------- | ------------------- | ------------------- | ------------ | ------------ | ------- | --------- | ------- | --------- | -------- | --------- | --------- | --------- |
| RC Arbaâ            | 2013–14             | Ligue 1             | 30           | 12           | 6       | 2         | —       | —         | —        | —         | 36        | 14        |
| USM Alger           | 2015–16             | Ligue 1             | 11           | 4            | 0       | 0         | —       | —         | 2        | 0         | 13        | 4         |
| USM Alger           | 2016–17             | Ligue 1             | 19           | 8            | 2       | 0         | 0       | 0         | 7        | 4         | 28        | 12        |
| USM Alger           | 2017–18             | Ligue 1             | 27           | 18           | 2       | 0         | —       | —         | 9        | 6         | 38        | 24        |
| USM Alger           | Tổng                | Tổng                | 57           | 30           | 4       | 0         | 0       | 0         | 18       | 10        | 79        | 40        |
| Vitesse             | 2018–19             | Eredivisie          | 25           | 7            | 3       | 1         | —       | —         | 1        | 0         | 29        | 8         |
| Vitesse             | 2019–20             | Eredivisie          | 6            | 0            | 2       | 2         | —       | —         | —        | —         | 8         | 2         |
| Vitesse             | 2020–21             | Eredivisie          | 21           | 6            | 2       | 0         | —       | —         | —        | —         | 23        | 6         |
| Vitesse             | Tổng                | Tổng                | 52           | 13           | 7       | 3         | 0       | 0         | 1        | 0         | 60        | 16        |
| VVV-Venlo           | 2019–20             | Eredivisie          | 8            | 3            | 0       | 0         | —       | —         | –        | –         | 8         | 3         |
| Tổng cộng sự nghiệp | Tổng cộng sự nghiệp | Tổng cộng sự nghiệp | 147          | 58           | 17      | 5         | 0       | 0         | 19       | 10        | 183       | 73        |

1. ↑  Bao gồm the Cúp bóng đá Algérie
2. ↑  Bao gồm Super Cup
3. ↑  Bao gồm the CAF Champions League và CAF Confederation Cup
4. 1 2  All appearance(s) ở CAF Champions League
5. ↑  Số trận ở Super Cup
6. ↑  4 trận ra sân và 1 bàn thắng ở Champions League, 5 trận ra sân và 5 bàn thắng ở Confederation Cup
7. ↑  All appearance(s) in UEFA Europa League

### Bàn thắng quốc tế
Bàn thắng và kết quả của Algérie được để trước.
| #  | Ngày                | Địa điểm                                            | Đối thủ | Bàn thắng | Kết quả | Giải đấu                                     |
| -- | ------------------- | --------------------------------------------------- | ------- | --------- | ------- | -------------------------------------------- |
| 1. | 12 tháng 8 năm 2017 | Sân vận động Mohamed Hamlaoui, Constantine, Algérie | Libya   | 1–0       | 1–2     | Vòng loại giải vô địch bóng đá châu Phi 2018 |

## Danh hiệu

### Câu lạc bộ
USM Alger
- Giải bóng đá hạng nhất quốc gia Algérie (1): 2015-16
- Siêu cúp bóng đá Algérie (1): 2016

### Cá nhân
- Vua phá lưới Giải bóng đá hạng nhất quốc gia Algérie: 2017–18